# Mirganj (Uttar Pradesh)
Mirganj è una suddivisione dell'India, classificata come nagar panchayat, di 13.336 abitanti, situata nel distretto di Bareilly, nello stato federato dell'Uttar Pradesh.